# Yasushi Kita
Yasushi Kita (født 25. april 1978) er en tidligere japansk fodboldspiller.
Han har spillet for flere forskellige klubber i sin karriere, herunder Júbilo Iwata, JEF United Ichihara, Cerezo Osaka, Albirex Niigata, Thespa Kusatsu og Gainare Tottori.